# 겜플
겜플(gample.co.kr)은 P2P프로그램 브이쉐어(V-SHARE)를 서비스하는 1세대 정통 P2P 전용 커뮤니티 포털 사이트 중 하나이다. 과거 컴퓨터에서 TV수신카드 없이 각종 TV방송을 스트리밍 하여 볼 수 있는 V-TV프로그램 이개인간 파일공유 프로그램 P2P(Peer to Peer) 브이쉐어(V-SHARE)가 되었으며 겜플이 제공하는 브이쉐어는 서비스는 2022년 6월30일 서비스가 종료 되었다.

## 특징
- 겜플은 치트(Chit)라는 사이버머니로 특징할 수 있는 커뮤니티 사이트로 평가할 수 있으며, 매우 오래된 역사를 가지고 있다.
- 겜플과 비슷한 P2P사이트로는 소리바다 오즈파일과 산타25등이 있다.

## 주요 사이버 머니
겜플의 사이버 머니는 치트, 골드 등이 있다.
- 치트: 겜플에서 제공되는 기본적인 사이버 머니이다.[1]
- 골드: 골드는 제휴콘텐츠 등 다양한 합법적인 자료(영화,방송 등) 다운로드에도 이용이 가능하며, 무료충전소나 유료결제를 이용해야만 가능하다.